# Bistum Tortosa
Das Bistum Tortosa (lateinisch Dioecesis Dertosensis, katalanisch Bisbat de Tortosa, spanisch Diócesis de Tortosa oder Obispado de Tortosa) ist eine in Spanien gelegene römisch-katholische Diözese mit Sitz in Tortosa.

## Geschichte
Das Bistum Tortosa wurde im 4. Jahrhundert errichtet und dem Erzbistum Tarragona als Suffraganbistum unterstellt.

## Weblinks

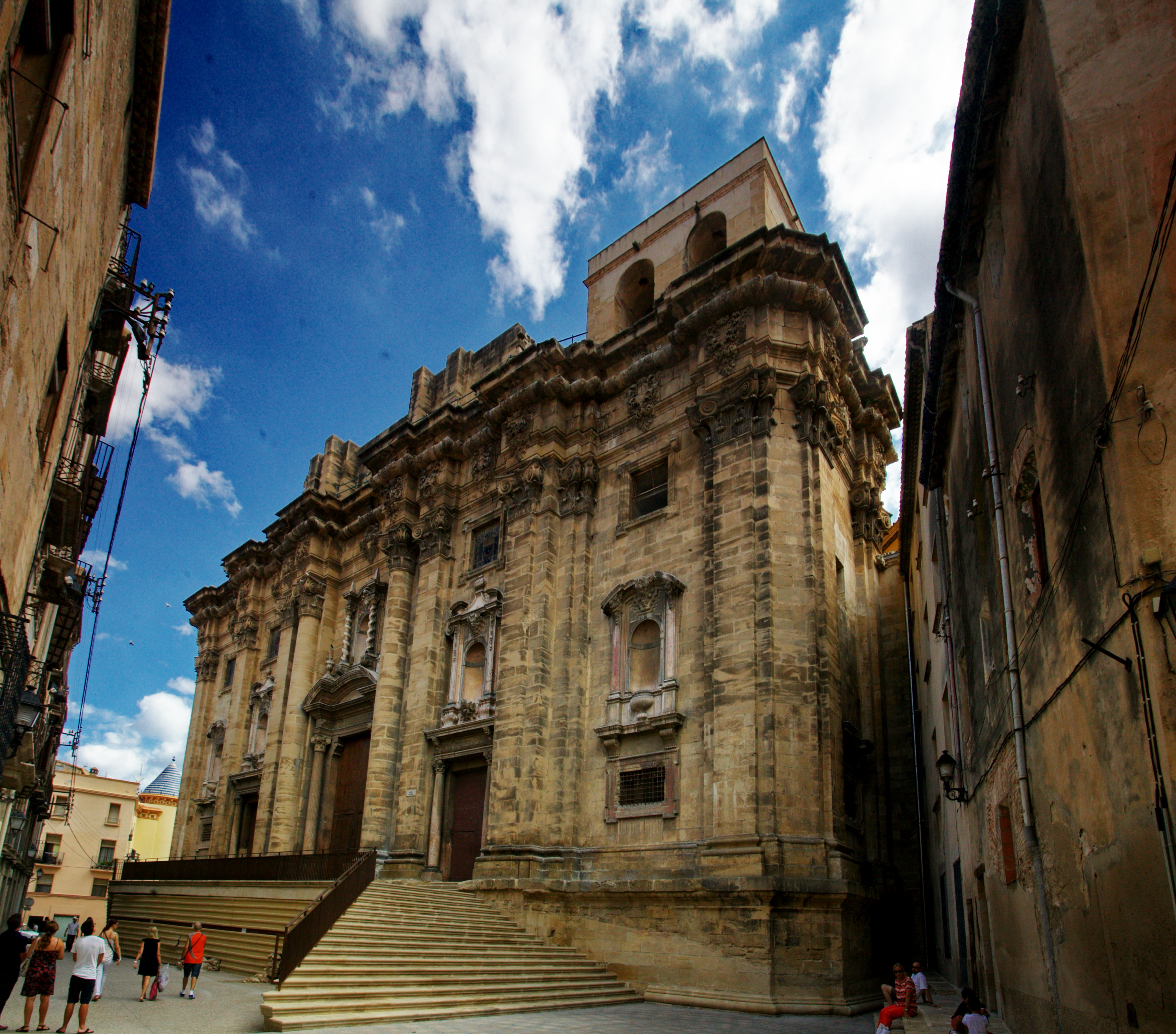
Kathedrale Santa Maria in Tortosa